# North Charleston
North Charleston is een plaats (city) in de Amerikaanse staat South Carolina, en valt bestuurlijk gezien onder Charleston County en Dorchester County.

## Demografie
Bij de volkstelling in 2000 werd het aantal inwoners vastgesteld op 79.641.
In 2006 is het aantal inwoners door het United States Census Bureau geschat op 87.482, een stijging van 7841 (9.8%).

## Geografie
Volgens het United States Census Bureau beslaat de plaats een oppervlakte van
160,8 km², waarvan 151,6 km² land en 9,2 km² water. North Charleston ligt op ongeveer 12 m boven zeeniveau.

## Plaatsen in de nabije omgeving
De onderstaande figuur toont nabijgelegen plaatsen in een straal van 20 km rond North Charleston.

## Geboren
- Tim Scott (1965), senator voor South Carolina